# Kelli White
Kelli White (ur. 1 kwietnia 1977 w Oakland) – amerykańska sprinterka. Dwukrotna mistrzyni świata na 100 m i 200 m podczas Mistrzostw Świata w Paryżu w 2003. 18 czerwca 2004, po pozytywnym teście dopingowym, wszystkie jej wyniki od 2000 zostały anulowane.